# Texas A&M University

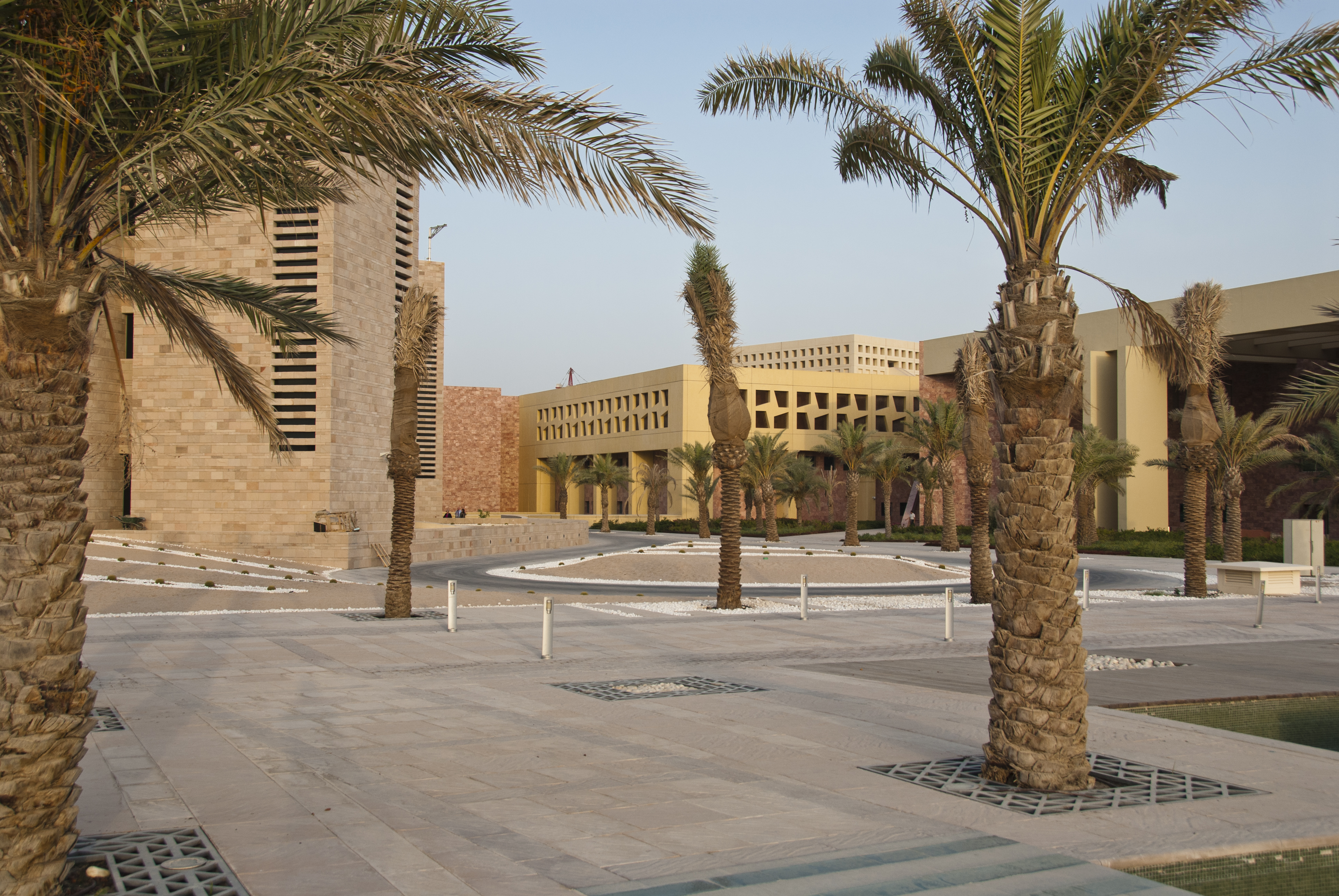
Pobočka Texas A&M University v Kataru

Texas A&M University (krátce Texas A&M, A&M nebo TAMU) je americká státní univerzita v texaském College Station asi 150 kilometrů severně od Houstonu. Univerzita je nejdůležitějším článkem celého systému Texas A&M University. Vedle hlavního kampusu v College Station má další sídla v Galvestonu a v katarském Dauhá. Je členem Asociace amerických univerzit.

## Historie
Univerzita byla založena v roce 1876 jako Agricultural and Mechanical College of Texas. Do roku 1963 mohli na této vysoké škole studovat pouze muži. V roce 1964 se na školu zapsal první afroamerický student. Roku 2001 se stala univerzita členem Asociace amerických univerzit, sdružení nejdůležitějších amerických univerzit zaměřených na výzkum.

## Sport
Sportovní týmy Texas A&M University nesou jméno Aggies.

## Slavné osobnosti

### Profesoři
- Norman Borlaug –  nositel Nobelovy ceny míru 1970
- Derek Barton –  nositel Nobelovy ceny za chemii 1969
- Dudley Robert Herschbach –  nositel Nobelovy ceny za chemii 1986
- Jack Kilby –  nositel Nobelovy ceny za fyziku 2000
- Bjarne Stroustrup –  dánský programátor, tvůrce programovacího jazyka C++

### Absolventi
- Randy Barnes –  rekordman ve vrhu koulí
- William Pailes –  americký astronaut
- Jorge Quiroga Ramírez –  bývalý bolivijský prezident
- Martín Torrijos –  prezident Panamy
- Gene Wolfe –  spisovatel sci-fi románů
- Rick Perry –  texaský guvernér, kandidát na prezidenta U.S.A.
- Teed Michael Moseley –  bývalý vrchní velitel U.S. Air Force
- Lyle Lovett –  country zpěvák, čtyřnásobní držitel ceny Grammy